# 최성준 (1994년)
최성준(1994년 3월 28일~ )은 대한민국의 작곡가, 개발자이다.

## 별칭
함께하는음악저작인협회에 "Robo Heart"로 예명이 등록되어 있다. 
카카오톡 오픈채팅 방장으로 활동하는 방에는 "이모지 '달'"로 활동하고 있어서, 달님으로 주로 불린다. 

## 생애
1994년 3월 28일에 태어나 2014년 제 1회 대한민국 영상음악제의 수상곡 "Dreams Of Revenge"를 통해 작곡가로 데뷔했다.
현재는 작곡뿐만이 아니라 개발자로서도 활동을 하고 있어 작곡과 개발, 두 가지의 겸업을 하고 있다.
음원 발매를 미루다가 가요로써 처음으로 2024년 07월 05일 Tropical Love가 발매되었다.
2025년에는 힙합장르로 여러 곡을 선보일 예정이다.
또한 온/오프라인 활동으로써 오픈 카카오톡에서 MBTI의 NT유형을 모아 놓은 NT방의 방장도 겸하고 있다. 
유행어로 미는 단어는 "쐐애주"이다.
유행어답게 그는 상당한 애주가로 알려져 있어 다소 특이한 사항이 존재하는데, 박지성이 두 개의 심장을 소유하고 있다는 것에 대하여 세상에 폭로된 바와 같이 이 양반은 '두 개의 간'을 소지하고 있다는 것이 세간의 정평이다. (물론 두 개의 개는 犬의 개는 아니다.)
1. ↑  [age(1994-03-28)]세